# Union Township (comté de Barton, Missouri)
Pour les articles homonymes, voir Union Township.
Union Township est un township du comté de Barton dans le Missouri, aux États-Unis,. En 2000, le township comptait une population de 347 habitants.

### Source de la traduction
- (en) Cet article est partiellement ou en totalité issu de l’article de Wikipédia en anglais intitulé « Union Township, Barton County, Missouri » (voir la liste des auteurs).